# Anthony Villanueva
Anthony N. Villanueva (ur. 18 marca 1945 w Cabuyao, zm. 13 maja 2014 tamże) – filipiński bokser, srebrny medalista letnich igrzysk olimpijskich w Tokio w kategorii piórkowej.
Był synem José Villanuevy.